# Quintín Cabrera
Quintín Cabrera (Montevideo; 25 de abril de 1944 - Majadahonda; 12 de marzo de 2009) fue un cantautor y poeta uruguayo, que vivió en España desde 1968 hasta su muerte.
Ubicado primero en Barcelona, se mudó a Madrid en 1991. Su música, enraizada en la tradición popular uruguaya, sirvió de vehículo a unas letras poéticas y ácidas, en las que se expresaba su compromiso con la lucha obrera y la libertad.

## Biografía
Quintín Cabrera fue un cantor, músico y poeta, que se caracterizó, sobre todo, por su gran humanidad, sencilla, generosa, comprometida y solidaria que fue adquiriendo, desde muy pequeño, gracias a presencias tan significativas para él como la de su padre, obrero y militante socialista que amaba la música y del que aprendió, según el mismo recuerda, que para ser revolucionario hay que hacer las cosas con amor. 
Forjado en ese clima de compromiso, Quintín empezó a componer sus primeras canciones ya a los dieciséis años, cuando, tras la muerte de su padre, los compañeros del Liceo Nocturno le regalaron su primera guitarra. “Fue entonces cuando empecé a hacer canciones para mí y para mis amigos, comentaba en una entrevista, y, sin darme cuenta, advertí que lo que hacía emocionaba a un cierto número de gente. [...] '
Así, estudiando por la noche –magisterio y agronomía, que nunca terminé– y trabajando por el día (fui camionero, vendedor, empaquetador, oficinista, carpintero...), llegué a ir agrandando mi pequeño círculo de oyentes”.
A principios de los sesenta, Quintín se integró en el Comité de Arte Popular, que dirigía el musicólogo Casto Canel, y tuvo su primera actuación en público, como cantante, en el teatro Zitlowski de Montevideo.
En 1967 viajó a Cuba, junto con otros creadores, entre los que estaban Daniel Viglietti y Aníbal Sampayo, como integrantes de la delegación uruguaya, para participar en la celebración del Primer Encuentro Internacional de la Canción Protesta celebrado en Varadero.
Aquel histórico encuentro, del que surgiría posteriormente la Nueva Trova Cubana, tuvo como objetivo mantener sesiones de trabajo para analizar, a nivel internacional, los aspectos comunes de la llamada en aquel momento canción protesta, así como analizar conjuntamente las vinculaciones de ese movimiento musical y poético con la lucha en defensa de la liberación de los pueblos oprimidos. 
El encuentro concluyó con una Resolución final en la que, entre otras cosas, se afirmaba: “La canción es un arma al servicio de los pueblos, no un producto de consumo utilizado por el capitalismo para enajenarlos [...]. La tarea de los trabajadores de la canción protesta debe desarrollarse a partir de una toma de posición definitiva junto a su pueblo, frente a los problemas de la sociedad en que viven”.
Poco tiempo después, viajó a París, a Suecia y, seguidamente, a Barcelona.
Ya en Barcelona, empezó a interpretar sus propias canciones en un gran número de recitales celebrados dentro y fuera de Cataluña –siempre en defensa de los derechos humanos y de la democracia–; y se licenció en Ciencias de la Información por la Universidad Autónoma de Barcelona (Bellaterra).  Además, trabajó como periodista –especializado en música– en radio, prensa y televisión, y se estrenó en el mundillo discográfico con su canción Milonga sobre cantores en un histórico disco colectivo, titulado Todo está muy negro.
Debe haber pocos cantautores o trovadores, o como se quiera llamar, que hayan participado en tantísimas acciones solidarias como en las actuó Quintín. Este gran hombre (tanto por su aspecto externo como por el interno, con ese corazón tan grande que no le cabía en el pecho) es y será siempre una de las estrellas más brillantes no de canción protesta sino, de la canción revolucionaria.
Nació en Montevideo, donde estudió agronomía, magisterio y música. Su padre era un obrero, militante socialista, al que dedicó una de sus canciones más notables (Mi padre era un poeta / que conducía camiones). Comenzó a componer canciones a los dieciséis años, cuando murió su padre y sus compañeros del Liceo Nocturno le regalaron una guitarra. Abandonó su ciudad natal en 1967. Su carrera artística despegó en julio de ese año con su participación en el I Encuentro Internacional de la Canción Protesta de Varadero (Cuba). En 1968 se trasladó a Barcelona, donde actuó en vivo regularmente en todo tipo de locales, participando en actos de protesta contra el franquismo. Aprendió catalán y compuso en esta lengua algunas de sus canciones y poemas. Grabó varios discos, muy populares en la época, como Yo nací en Montevideo y Largo abrazo de agua. Se licenció en Ciencias de la Información por la Universidad Autónoma de Bellaterra, Barcelona. 
En los años que siguieron a la transición, los medios dejaron de prestarle atención, lo que le llevó a constatar con sorna que:

Hay cantores de consumo / y hay cantores consumidos, / y hay otros que se consumen / para poder ser oídos.

No obstante, siguió actuando en directo y grabando discos y en los años 90 fundó el colectivo Centro de Canción para promover a los nuevos cantautores, como Javier Álvarez y Pedro Guerra. 
Tras su muerte, sus compañeros le dedicaron un concierto de homenaje, «Adelante, Quintín».

## Vida, música y política
Con Quintín hablar de música es terminar hablando de política... “Ahora graban algunos de los nuevos cantautores, pero nosotros no interesamos a las casas de discos. Sí los jóvenes de 20 años fáciles de engañar que hacen pop. De todas formas estoy convencido de que esto de cantar es una carrera de fondo, de resistencia. Los productos comerciales duran lo que dura la publicidad.” ...Menos mal que de la política volvemos a la vida. “El revolucionario es un hombre que ama. Una canción no hace la revolución pero pone su granito de arena. En todo. Un comunista no vive igual el amor que un señor de derechas. Yo soy un compositor de vivencias, le canto a lo que me pasa.” Por eso tiene, junto a las composiciones más descarnadamente políticas como Qué vida (“Qué vida tan diferente / la mía y la suya señor presidente”), Vidalita del destierro o Informe provisional, canciones dedicadas a su padre, su mujer, sus hijos, los pueblos y barrios en los que ha vivido.

## Discografía
- Todo está muy negro (Discos Cactus, 1973; LP colectivo en el que Cabrera interpretó su «Milonga sobre cantores»)
- Yo nací en Montevideo (Edigsa-Le Chant du Monde, 1975) (Reeditado y digitalizado por Picap en 2010)
- ¿De qué se ríe? (Edigsa-Le Chant du Monde, 1976) (Reeditado y digitalizado por Picap en 2010)
- Como mi Uruguay no había (Edigsa-Le Chant du Monde, 1978) (Reeditado y digitalizado por Picap en 2010)
- Un largo abrazo de agua(Guimbarda, 1979)
- Plenilunios (Delicias Discográficas, 1995)
- Casi, casi, una vida (Temps Record, 2001), en directo, recopilatorio de sus canciones más significativas
- Naufragios y palimpsestos (Sello Autor, 2008)

Audio de su obra,música y voz
http://archivo.urcm.net/2009/200935Planeta_Musical_Sur.mp3